# Aruama
Aruama is een kevergeslacht uit de familie van de boktorren (Cerambycidae). De wetenschappelijke naam van het geslacht werd voor het eerst geldig gepubliceerd in 2007 door Martins & Napp.

## Soorten
Aruama omvat de volgende soorten:
- Aruama incognita Martins & Napp, 2007
- Aruama viridis Martins & Napp, 2007